# ألفية ابن نجد
ألفية ابن نجد وهو عنوان ديوان شعر فلسفي، مؤلفه هو (وائل نجد) صدرت الطبعة الأولى من هذا الديوان سنة 2011م. عن دار «الحداثة» للطباعة والنشر والتوزيع. لبنان - بيروت 
- يؤمن الشاعر بوجود الله كما يظهر في مئات الأبيات، ويعارض الإلحاد والكفر بالخالق؛ بل ويقيم على الملاحدة عشرات الحجج والأدلة والبراهين العقلية المنطقية.

## معلومات عن الكتاب
بين قمم جبال الأدب والمعرفة الإنسانية المختلفة، يختار وائل نجد قمة جبل الجدل العقلي الشاهق، ليقف عليها ملوحاً براية أفكاره الجريئة التي أثارت جدلا واسعا حولها خلال الأسابيع القليلة الماضية التي تلت صدور كتابه وتداوله في الشبكة العنكبوتية.
يستعرض المؤلف في ترتيب منطقي وتساؤلات فكرية عميقة خلاصة الفلسفات والنظريات والموروثات الفكرية والاجتماعية والدينية والأخلاقية المتعددة، ويتناول في هذا العمل الشعري الطويل كثيراً من الأمور التي ظلت تؤرق الإنسان في مختلف العصور، وعلى كافة الأصعدة.
يناقش ويجادل ويناظر أصحاب تلك الفلسفات الشهيرة والنصوص السائدة، بحججٍ وأدلة عقلية يراها مفحمة لأتباعهم، ومقنعة لمن يقرأ في كتابه بهدوء عقلي متجرد من العاطفة على حد وصفه.
إنها رحلة فكرية مثيرة ومسلية، يأخذنا فيها الشاعر على متن رباعياته إلى غياهب الأساطير ودهاليز المقدسات والحضارات البشرية من جهة، وإلى أغوار النفس البشرية وما يدور فيها من صراعات من جهة أخرى، ويطبق النتائج التي ينتهي إليها عملياً على واقع المجتمعات المعاصرة بشكل عام، وعلى مجتمعه السعودي على وجه الخصوص.
يذكرنا هذا العمل الأدبي بألفيَّة ابن مالك، ورباعيات الخيام، وطلاسم إيليا، وتساؤلات المعري، وخيال المتنبي الواسع، وغيرهم من الرواد الكبار في أدبنا العربي العريق.
ويعاب عليه في رأي البعض تركيزه على الشأن الجنسي في كلام سافر، ومبالغته في انتقاد كثير من القيم، والعادات والتقاليد؛ بطريقة لم يجرؤ أحدٌ قبله على الإتيان بمثلها.
الجدير بالذكر أن كتاب (ألفيَّة ابن نجد – ملحمة فلسفية) صدر عن دار الحداثة اللبنانية، وجاء في 110 صفحات من القطع الكبير، ويتجاوز عدد أبياته 1130 بيتاً، ويباع في موقع النيل والفرات على شبكة الإنترنت، ويوجد منه نسخة إلكترونية متداولة في عديد من المواقع والمنتديات 
- بيروت (رويترز) - [3]

من الأمثلة على عدم انطباق التوقعات على الواقع الذي نجده في عمل ما مثل واضح في عمل شعري طويل كتبه وائل نجد وسماه ملحمة شعرية فلسفية.
وقد جاء العنوان المرتب على الصورة التالية «الفية ابن نجد..ملحمة فلسفية» وفوق كل ذلك أي في اعلى صفحة غلاف الكتاب نقرأ «ابعد من السماء والارض.»
العمل أخذ اسمه من «ألفية ابن مالك» التي قام صاحبها بنظم 1000 بيت من الشعر ضمنها قواعد النحو العربي. وكما لم ييسر ابن مالك قواعد العربية ولم يرغب الناس في تعلمها بل جل ما قام به هو اظهار قدرة على النظم الشعري بنفس طويل فان ابن نجد -ولعل الاسم رمزي- قد فعل الأمر نفسه.
فوائل نجد في عمله هذا لم يثبت سوى قدرته على النظم الطويل النفس إذ انه لم يقدم عملا شعريا مميزا ولا أضاف شيئا إلى الفكر الفلسفي. وكذلك لم يكن للالفية هذه علاقة بالملحمة وفقا لتحديدها الكلاسيكي سوى كونها منظومة وطويلة. وجاء عمله معرضا للفلسفات والاراء الفكرية والنظريات المختلفة وركز على الشأن الجنسي في كلام سافر.
اعتمد نظام الرباعيات من حيث عدد الابيات في كل مقطع شعري. وإذا كان بعض ابياته يذكرنا ب شعراء كلاسيكيين كبار فان بنية القصيدة ومحتوياتها لم تخرج بعيدا عن قصيدة ايليا ابي ماضي الشهيرة «الطلاسم» من حيث عرضه للاراء المختلفة في الحياة والدين والفلسفة ثم الانتهاء عمليا إلى «لا أدرية» كتلك التي وصل إليها أبو ماضي.
يرفض الشاعر الالحاد رفضا قاطعا ويتساءل ويتعجب من الأديان كلها ومن الفلسفات والنظريات ونادرا ما يعلن قبوله برأي من الآراء لكنه يقول لنا انه في تحرق دائم إلى المعرفة. يكتب في ترتيب منطقي وتساؤلات فكرية عميقة لكنها ليست على قدر كاف من الجدة بل تأتي تكرارا لما قيل قديما وحديثا دون أن نلمح الا نادرا موقفا مميزا أو زاوية خاصة.
انها إعادة لكثير مما تعلمناه وقرأناه وفي احيان كثيرة اغلقنا عليه ابواب الذاكرة وقد جاء يطرحها علينا كأنها شؤون جديدة والحجة عنده هي انها لم تلق اجوبة شافية بعد. لم يضف شيئا إلى الاجوبة كما أنه لم يجدد في الأسئلة فجاءت كما عهدناها. لعل ميزته الأولى هي ان اسئلته واجوبته جاءت صريحة إلى قصى الحدود وإلى درجة ربما لم يجرؤ أحد غيره على الاتيان بمثلها. ولعل له في مهاجمة كل الاديان ما يوحي له بانه كان منصفا وموضوعيا دون تمييز بينها.
بدأ الشاعر بقصيدة عنوانها «استهلال» تظهر قدرة على النظم وعلى الاتيان بشعر جيد لو غمس ريشته في مشاعره الخاصة كما قيل قديما. لقد غرسها عوضا عن ذلك في افكار الآخرين. قال فيها «للفكر شمس وللاشعار معيار وللمشاعر اقبال وادبار هذا كتاب امرئ دكت صراحته صروح اوهامه فائتجت النار القى القناع بعصر فاض اقنعة من موجها دفة البحار تحتار القاه مقتنعا ان القناعة لا تفيد ما لم يكن للبوح اعصار.»
وعلى غرار اجواء المتنبي في قوله «كم قد قتلت وكم قد مت عندكم ثم انتفضت فزال الموت والكفن» ينهي وائل نجد القصيدة بخطابية مدوية فيقول «قد عشت حينا بعار الصمت ملتحفا/ ثم انفجرت فطار الصمت والعار/ انا الذي مزق التفكير مبسمه/ في القلب حرب لها في العقل مسعار/ مسعارها صاغ بالابيات فلسفتي/فسلمتني إلى النقاد اشعار.»
اما الإهداء ففيه يقول لنا انه هاجم المعتقدات لكنه ما زال يبحث عن الحقائق كي تستكين نفسه إليها «هذا العمل ليس الا تعبيرا اوليا عما يدور في خلجات نفسي الحائرة اهديه لكل الناس.»
انه ينظم الافكار وقليلا ما يكتب المشاعر الحارة شعرا ولربما كان ذلك بسبب اختياره الامور الفكرية التي يناقشها ببرودة ولو شعرا. وتبدأ الملحمة وفيها يقول «لست معتوها على اوراقه يقضي فراغه بل اريبا دق بالفصحى نواقيس البلاغة طبخ الفكر بقدر الشعر طبخا ثم صاغه في شروح هي للروح طعام وشراب.»
ولا يترك الفرصة تمر دون دون الحديث الجنسي وتطبيق الجنس على عملية الكتابة أو العكس فيقول مذكرا في القسم الاخير بسبب تسمية حي بن يقظان بهذا الاسم «يا قضيب الشعر هيا قم فقد طاب النكاح لابنة العقل التي كانت بسجن الانبطاح فاذا ما جاء للحمل بمولود مجال سمه نور بن حر الفكر ذي العقل المهاب.»
ويضيف قائلا «وإذا المولود انثى سمها شمس الطهارة علها تشرق يوما في سماوات الدعارة ليرى الداعر باسم الدين انوار الحضارة ويرى الفاجر باسم الله وجه الانقلاب.»
وينتقل إلى فيلسوف المعرة ابي العلاء واسئلته فيقول «فار تفكيري فصاحت في شراييني الدماء/ لوحة الاديان هل خطت باقلام السماء/ ام كما قال المعري بمكر ودهاء/ ام هو الحق بدين الأرض لا دين الكتاب.»
ويستمر على هذا المنوال وكأنه لا ينقصه الا لازمة ابي ماضي «لست أدري» ويطرح سؤالا يذكرنا بقول الرسول محمد ما معناه ان الإنسان يولد كصفحة بيضاء. يقول الشاعر «ايها المؤمن جدا لا تبالغ في عنادك/ افترض لو كان ميلادك في غير بلادك/ اسرة أخرى وتعويد على غير اعتيادك/ أي دين ستوالي بانتماء وانتساب..»
ويمر على معتقدات الهندوس وفكرة التناسخ مبديا شكه كما يعرج على المسيحيين بالشك نفسه وكذلك على اليهود فكأنه أبو العلاء يصرخ متسائلا «كل يشيع دينه يا ليت شعري ما الصحيح»
ويقول وائل نجد هنا «ارأيتم كل دين يدعي وصلا بليلى/ اين ليلى اين ليلى ليت ليلى تتجلى/ ربما ليلى بتعذيب الحيارى تتسلى/ طال بحثي فمتى يرفع عن ليلى الحجاب..»
الا انه يرفض الالحاد فيقول «ايها الجازم بالالحاد صرفا هل جننتا/ أنت من أنت لتنفي الرب والمربوب أنت/ لو تأملت بربع العقل صدقا لفطنتا/ ان قيثارة ربي لحنها سحر عجاب.»
ويورد كثيرا من الافكار والاراء الفلسفية القديمة والحديثة العلمية ويمر على مسألة السياسة والدين فيقول مثلا «بين تسييس الديانات وتديين السياسة/ بين تتييس الاناءات وتبرير التياسة/ بين مزمار الاساطير وكابوس الرئاسة (حيوان وثني تائه وسط الرحاب.»
ويحذر من تسلم من يسميهم الرجعيين زمام السلطة فيقول «احذروا ان يمسك الرجعي في اوطاننا بعصا السلطة كي نخلص من احزاننا)زمرة النهي عن المعروف في ازماننا/ اقرب الامثلة الكبرى على هذا المصاب.»
وائل نجد يتناول امورا كثيرة بجرأة نادرة قد تكون في بعض الاحيان ضرورية جدا. الا انه في تبنيه للجدل العقلي يتخلى عن قدرة شعرية قد تكون لديه ولا يضيف للفكري شيئا..غير الجرأة.